# Macrosiphum cyatheae
Macrosiphum cyatheae är en insektsart. Macrosiphum cyatheae ingår i släktet Macrosiphum och familjen långrörsbladlöss. Inga underarter finns listade i Catalogue of Life.